# Celia Cruz
Celia Cruz (vollständiger Name Ursula Hilaria Celia de la Caridad Cruz Alfonso, vermutlich * 21. Oktober 1925 in Havanna; † 16. Juli 2003 in Fort Lee, New Jersey) war eine kubanisch-US-amerikanische Sängerin. Sie war eine der prominentesten Repräsentanten der kubanischen Musik des 20. Jahrhunderts. In ihrer mehr als 60 Jahre umfassenden Karriere nahm sie mehr als 70 Alben auf. Sie gilt als Queen of Salsa (La reina de la salsa) und als Ikone diverser sozialer Bewegungen. Cruz trägt außerdem den nach ihrem zum Salsa-Kult gewordenen Ausruf benannten Spitznamen Azúcar (Zucker).

## Leben und Wirken

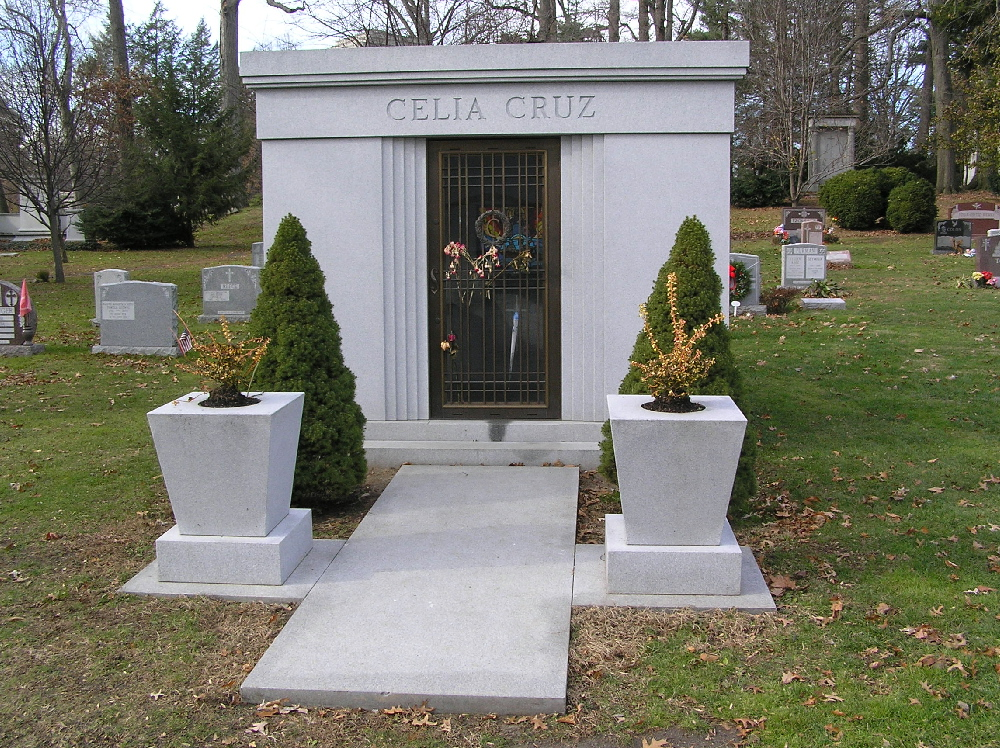
Mausoleum auf dem Woodlawn Cemetery in New York City

### Jugend
Cruz wuchs in Barrio Santos Suarez, einem Arbeiterviertel in Havanna, als eines von 14 Kindern auf. Das Leben der Familie war von Armut geprägt. Bereits in frühen Jahren zeigte sich ihr musikalisches Talent. Sie sang diverse Auftritte bei Schulaufführungen sowie auf Dorffesten. Bereits als Teenagerin wurde sie von ihrer Tante in Bars und Nachtclubs mitgenommen, wo sie das kubanische Musikbusiness kennen lernte. Ein Cousin ermutigte sie, an Talentwettbewerben teilzunehmen. Ihr Vater sah für sie eine Karriere als Lehrerin vor, unterstützte sie dann jedoch später.

### Sonora Matancera

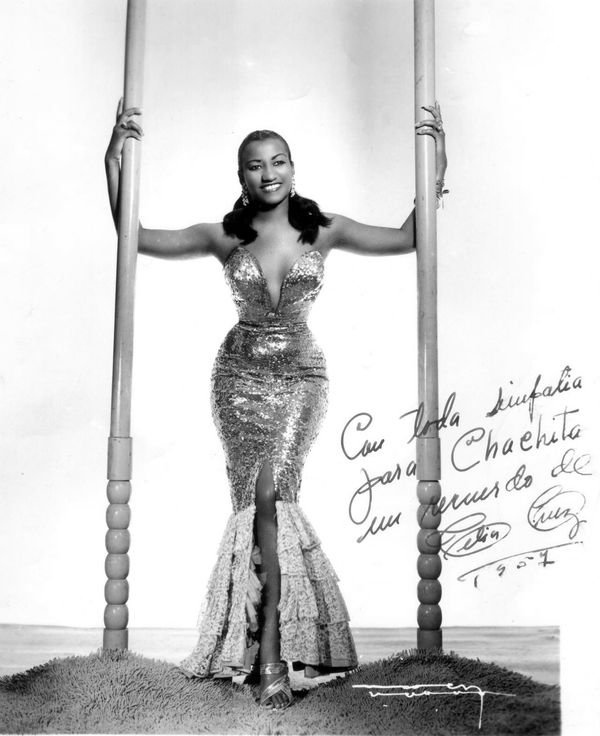
Autogrammkarte von 1957

1947 bekam sie einen Platz am Conservatory of Music in Kuba. Ihre erste große Inspiration wurde Paulina Alvarez. Etwa um diese Zeit wurde sie Sängerin der Tanzgruppe Las Mulatas del Fuego, die durch Lateinamerika tourte.
1950 schloss sie sich der Band La Sonora Matancera an, die für die kubanische Musik in etwa gleichbedeutend wie das Duke Ellington Orchestra für den Jazz ist. Dort ersetzte sie Myrta Silva als Hauptsängerin. Insgesamt blieb sie 15 Jahre bei der Gruppe und tourte extensiv durch die ganze Welt. Mit Sonora Matancera nahm sie zahlreiche Platten auf und wurde über die Jahre Aushängeschild der Gruppe. Dort lernte sie auch ihren Ehemann Pedro Knight kennen. Das Paar wanderte kurz vor der Kubanischen Revolution in die Vereinigten Staaten aus und weigerte sich nach Fidel Castros Machtergreifung in ihr Heimatland zurückzukehren. Stattdessen erwarben sie die US-amerikanische Staatsbürgerschaft und ließen sich in New York nieder. Knight wurde ihr Manager. In New York trat sie häufig im Palladium auf. Nach dem Tod ihrer Mutter 1962 verbot die Regierung unter Fidel Castro ihr die Wiedereinreise zur Teilnahme an der Beerdigung.

### Solokarriere
1965 verließ Celia Cruz Sonora Matancera zugunsten einer Band zusammen mit Tito Puente. Die beiden veröffentlichten acht Alben gemeinsam, die jedoch kommerziell wenig einträglich waren. Solo war sie bei Fania Records unter Vertrag, einem Sublabel von Vaya Records. Es folgten Kollaborationen mit Künstlern wie Oscar D'Leon, Cheo Feliciano und Hector Rodriquez. In den 1970er Jahren kombinierte sie kubanische Rhythmen mit Jazz.
An ihre alten Erfolge konnte sie jedoch erst 1974 anknüpfen, als sie zusammen mit Flötist und Bandleader Johnny Pacheco (und Mitbesitzer der Plattenfirma Fania) das Duo Celia & Johnny gründete. Deren gleichnamiges Album wurde ein großer Erfolg und der Song Quimbera ihr bis dato größter Erfolg und Signature Track. 1974 trat sie auf einem dreitägigen Festival in Kinshasa, Zaire zusammen mit B. B. King, James Brown, The Spinners, Bill Withers und Miriam Makeba auf. Ursprünglich von Hugh Masekela als Vorprogramm für den als Rumble in the Jungle bekannt gewordenen Kampf zwischen Muhammad Ali und George Foreman geplant, verletzte sich Ali kurz vorher am Auge, das Konzert fand jedoch trotz des verschobenen Kampfes statt. Das berühmt gewordene Konzert wurde im Film Soul Power dokumentiert. Anschließend trat sie als einzige weibliche Künstlerin mit den Fania All Stars auf. 1976 war sie Teil des Dokumentarfilms Salsa an der Seite von Willie Colon und Dolores del Río.
In den 1980ern veröffentlichte sie das Duett Loco de Amor mit David Byrne aus dem Film Gefährliche Freundin von Jonathan Demme. Im Jahre 1982 trat Celia Cruz beim großen Salsa-Konzert des West-Berliner Horizontefestivals "Horizonte – Festival der Weltkulturen" (Nr. 2, 1982) in der Berliner Waldbühne auf. 1992 spielte sie in dem Film Mambo Kings mit. Beide Beiträge machten ihre Musik auch einer jüngeren Generation bekannt. Eine weitere Rolle hatte sie im Film The Perez Family (1995). 1998 erschien das Album Duets mit einigen Duetten, unter anderem mit Willie Colón, Angela Carrasco, Oscar D'Leon, Jose Alberto "El Canario" und Ia India.

### Tod
Bis 2002 veröffentlichte Cruz weiter Musik und tourte durch die ganze Welt. Am 16. Juli 2002 hatte sie ihren letzten größeren Auftritt auf der Summer Stage im Central Park von New York City. Kurz darauf wurde bei ihr jedoch ein Gehirntumor festgestellt. Die anschließende Operation war nur zum Teil erfolgreich. Während ihrer Genesungsphase stürzte sie sich in die Arbeit an Regalo del Alma, ihrem letzten Studioalbum mit Sonora Matancera. Sie verstarb nach den Aufnahmen am 16. Juli 2003. Die Aufbahrung des Sarges erfolgte im Freedom Tower von Miami. Die Beerdigung fand vier Tage später in New York statt. Sie wurde dort auf dem Woodlawn Cemetery beigesetzt. Sie starb höchstwahrscheinlich im Alter von 80 Jahren, obwohl ihr Geburtsdatum Gegenstand unterschiedlicher Angaben war.

## Musik und Bedeutung
Celia Cruz hat mit ihrer Musik wesentlich zur Verbreitung der kubanischen Popularmusik beigetragen. Ihre Variationen der Salsa, des Rumba und des Bolero sind von ihrer kraftvollen, tiefen Alt-Stimme und ihrem einzigartigen rhythmischen Stil geprägt. In den 1960ern und 1970ern machte sie den Salsa populär. Dies gab ihr auch den Beinamen Queen of Salsa (La reina de la salsa); Celia trägt außerdem den nach ihrem zum Salsa-Kult gewordenen Ausruf benannten Spitznamen Azúcar (Zucker). Mit ihrer Karriere im vorher männerdominierten Salsa wurde sie damit auch eine feministische Ikone.
Daneben war sie auch prägend für den als AfroLatinidad bekannten Lebensstil (ähnlich dem Afroamerikaner), der Elemente ihres afrikanischen Ursprungs betonte, und zu jener Zeit nicht besonders populär war. Damit war sie auch integraler Bestandteil der Bürgerrechtsbewegung der Vereinigten Staaten in den 1960ern und 1970ern. Neben ihrer Musik waren auch ihre aufwendigen Konzertoutfits Markenzeichen ihrer Kunst. Einige ihrer Outfits sind heute Teil der Smithsonian-Collection im National Museum of African American History and Culture.
Ein wiederkehrendes Thema ihrer Lieder waren vor allem ihre ehemalige kubanische Heimat und die Traditionen ihres Landes, das sie 1960 aus politischen Gründen verlassen hatte. Sie gilt damit auch als Symbolfigur der Exil-Opposition gegen Fidel Castro. Bekannt wurde ihre Version des bekannten Songs Guantanamera, die im Wesentlichen von José Martí beeinflusst war und international bekannt durch Pete Seegers Version wurde. Weitere Klassiker sind die Anti-Rassismus-Hymne Bemba Colora (1966), Quimbara und Toro Mata (beide 1974) mit Johnny Pacheco sowie ihre Version des Salsa Klassikers Cucula (1983).
Eines ihrer letzten Soloalben ist Siempre Viviré (Ich werde immer leben) aus dem Jahr 2000. In diesem Album nahm sie mit dem Lied Por si Acaso no Regreso (Falls ich nicht zurückkehre) in einem sehr emotionalen Text endgültig Abschied von ihrer kubanischen Heimat.
Ihre Musik prägte Künstler mehrerer Dekaden, darunter so unterschiedliche Musiker wie Wyclef Jean, J Balvin, Gloria Estefan, Albita, Willy Chirino, Amara La Negra, Angélique Kidjo und Daymé Arocena. Kidjo widmete ihr 2019 eine Konzerttournee, auf der sie ausschließlich Songs von ihr spielte.
Celia Cruz gründete die auch heute noch aktive Celia Cruz Foundation in Miami, Florida, die Stipendien an lateinamerikanische Musikstudenten vergibt.

## Privatleben
Von 1962 bis zu ihrem Tod war sie mit Pedro Knight, einem gebürtigen Kubaner und Bandkollegen bei der Sonora Matancera, verheiratet.

## Auszeichnungen und Ehrungen
Zwischen 1989 und 2004 (die letzte Auszeichnung erfolgte posthum) gewann sie mit ihren Musikaufnahmen insgesamt vier Grammy Awards, darunter einer für ihr Lebenswerk, und vier Latin Grammys. Sie war außerdem vierzehn Mal für einen Grammy nominiert. Zu ihren Auszeichnungen zählen des Weiteren der eine Auszeichnung für ihr Lebenswerk von der Smithsonian Institution, eine National Medal of Arts, je ein Ehrendoktortitel der Yale University und der University of Miami. In Miami, Union City und in Teneriffa, Spanien wurden außerdem Straßen nach ihr benannt, in Hollywood ein Platz. 2011 widmete die Behörde United States Postal Service ihr zusammen mit Selena, Tito Puente, Carmen Miranda und Carlos Gardel eine Briefmarke.
1994 wurde sie zusammen mit Israel López in die Billboards Latin Music Hall of Fame aufgenommen, 1999 in die International Latin Music Hall of Fame.

### Grammy Awards
| Jahr | Titel                                          | Kategorie                               | Status    |
| ---- | ---------------------------------------------- | --------------------------------------- | --------- |
| 1979 | Eternos                                        | Best Latin Recording                    | nominiert |
| 1983 | Tremendo Trio                                  | Best Tropical Latin Recording           | nominiert |
| 1985 | De Nuevo                                       | Best Tropical Latin Recording           | nominiert |
| 1986 | Homenaje A Beny More – Vol. III                | Best Tropical Latin Recording           | nominiert |
| 1987 | The Winners                                    | Best Tropical Latin Recording           | nominiert |
| 1989 | "Ritmo En El Corazon"                          | Best Tropical Latin Recording           | gewonnen  |
| 1992 | Tributo a Ismael Rivera                        | Best Tropical Latin Album               | nominiert |
| 1993 | Azúcar Negra                                   | Best Tropical Latin Album               | nominiert |
| 1995 | Irrepetible                                    | Best Tropical Latin Performance         | nominiert |
| 1997 | Guantanamera (mit Wyclef Jean und Jeni Fujita) | Best Rap Performance for a Duo or Group | nominiert |
| 1998 | Mi Vida Es Cantar                              | Best Tropical Latin Performance         | nominiert |
| 2000 | Celia Cruz and Friends: A Night of Salsa       | Best Salsa Album                        | nominiert |
| 2002 | La Negra Tiene Tumbao                          | Best Salsa Album                        | nominiert |
| 2003 | Regalo del Alma                                | Best Salsa/Merengue Album               | gewonnen  |
| 2016 | Celia Cruz (posthum)                           | Grammy Lifetime Achievement Award       | gewonnen  |

### Latin Grammy Awards
| Jahr | Titel                                    | Kategorie                       | Status    |
| ---- | ---------------------------------------- | ------------------------------- | --------- |
| 2000 | Celia Cruz and Friends: A Night of Salsa | Best Salsa Album                | gewonnen  |
| 2001 | Siempre Viveré                           | Best Traditional Tropical Album | gewonnen  |
| 2002 | "La Negra Tiene Tumbao"                  | Record of the Year              | nominiert |
| 2002 | "La Negra Tiene Tumbao"                  | Best Music Video                | nominiert |
| 2002 | La Negra Tiene Tumbao                    | Album of the Year               | nominiert |
| 2002 | La Negra Tiene Tumbao                    | Best Salsa Album                | gewonnen  |
| 2004 | Regalo del Alma                          | Best Salsa Album                | gewonnen  |

### Weitere Auszeichnungen
- 1987: Ace Awards – Lifetime Achievement
- 1987: Stern auf dem Hollywood Walk of Fame
- 1989: Otto Award – Lifetime Achievement
- 1989/1991/1993: Aplauso 92 Award – Best Latin Female Vocalist
- 1991: Golden Eagle Awards – Lifetime Achievement in Music
- 1991: Stern auf dem Calle Ocho Walk of Fame in Miami, Florida
- 1992: Wachsfigur im Hollywood Wax Museum
- 1992: Desi Awards – Favorite Film Actress
- 1993: Movieland Star Hall of Fame in Buena Park, Kalifornien
- 1994: Lifetime Achievement Award der University of Panama
- 1994: Billboard Music Award – Hall of Fame Award
- 1995: Angel Award – Ole La Vida
- 1995: Ace Award – Best Musical Video
- 1995: Desi Award – Lifetime Achievement Award
- 1995: Casandra Award (Dominikanische Republik)
- 1995: Stern auf dem Walk of Fame – Amador Bendayan in Caracas, Venezuela
- 1996: Ace Award – Extraordinary Artist of the Year
- 1996: Andalucia Award – Universal Artist
- 1997: Stern auf dem Costa Rica’s Walk of Fame in San Jose
- 1997: Stern auf dem Mexico’s Galeria Walk of Fame in Mexiko-Stadt
- 1997: Ace Award: Best Tropical Music Concert
- 1998: The Arts White House – President’s Award for the National Endowment
- 1998: Celia Cruz Day in San Francisco, Kalifornien
- 1998: ACE Award – Best Tropical Performance New York
- 1998: Acapulco Festival Medal
- 1998: Hispanic Heritage Lifetime Achievement Award
- 1999: Cruz Sebastian de Belalcazar von Kolumbien
- 1999: ASCAP Award – Lifetime Achievement Award
- 1999: The Recording Academy Heroes Award: Lifetime Achievement Award
- 1999: Telemundo: Artist of the Millenium
- 2000: Gaviota de Plata auf dem Viña del Mar Festival in Chile
- 2003: Humaniraian Award der Voices for Children Foundation
- 2003: Premio lo Nuestro Award: Album of The Year – La Negra Tiene Tumbao/Best Song of the Year – La Vida Es Un Carnaval
- 2004: Oye Award – Best Tropical Album
- 2005: Billboard Award
- 2005: Premio lo Nuestro Award: Best Female Artist of the Year
- 2013: zu ihrem 88. Geburtstag am 21. Oktober wurde Cruz mit einem Google Doodle geehrt.

Zu ihren Ehren strahlte Telemundo 2003 eine Tributshow namens Celia Cruz: Azucar! aus, die von Gloria Estefan und Marc Anthony moderiert wurde und Künstler wie Jose Feliciano, Patti Labelle, Gilberto Santa Rose, Arturo Sandoval, Luis Enrique und Gloria Gaynor auftraten. 2005 widmete das National Museum of American History ihr die Ausstellung Azucar!
2015 strahlten RCN Televisión und Telemundo eine von Fox Telecolombia produzierte Telenovela aus, die in 80 Folgen das Leben der Sängerin thematisierte. Celia Cruz wurde von Jeimy Osorio und Aymée Nuviola gespielt, die beide eine persönliche Verbindung zur Sängerin hatten.

## Diskografie

### Soloalben
- 1954: Celia Cruz (Seeco)
- 1956: Canta Celia Cruz (Seeco)
- 1964: Canciones Que Yo Queria Haber Grabado Primero (mit Orchester, Seeco)
- 1965: El Nuevo Estilo de la Guarachera (Seeco)
- 1965: Homenaje a Los Santos Vol. 2 (Seeco)
- 1966: Son Con Guaguancó (Tico Records)
- 1967: ... A Ti México (Tico Records)
- 1967: Bravo (Tico Records)
- 1968: La Excitante (Tico Records)
- 1968: Serenata Guajira (Tico Records)
- 1970: Etc. Etc. Etc. (Tico Records)
- 1971: Nuevos Exitos de Celia Cruz (Tico Records)
- 1972: Homenaje a los Santos (Seeco)
- 1990: Musica Santera (Seeco)
- 1992: Tributo a Ismael Rivera (Vaya Records)
- 1992: Azucar Negra (RMM Records)
- 1994: Irrepetible (RMM Records)
- 1998: Mi Vida es Cantar (Sum Records)
- 1998: Duets
- 2000: Siempre Viviré (Sony)
- 2001: La Negra Tiene Tumbao (Sony, US: Platin (Latin))

### Mit La Sonora Matancera
- 1954: Sonora Matancera (Seeco)
- 1958: Cuba’s Queen of Rhytm (Seeco)
- 1958: Su Favorita (Seeco)
- 1958: La Incomparable Celia (Seeco)
- 1959: Cuba’s Foremost Rhythm Singer (Seeco)
- 1960: Reflexiones de Celia Cruz (Seeco)
- 1960: La Dinamica! (Seeco)
- 1961: Canciones Premiadas de Celia Cruz con la Sonora Matancera (Seeco)
- 1963: La Tierna, Conmovedora, Bamboleadora (Seeco)
- 1963: Mi Diario Musical (Seeco)
- 1964: Sabor y Ritmo de Pueblos (Seeco)
- 1964: Con Amor (Tropical)
- 1964: Canciones Inolvidables (Seeco)
- 1967: Bravo Celia Cruz
- 1973: México, Que Grande Eres (Seeco)
- 1973: Homenaje a Yemaya (Seeco)
- 1982: Feliz Encuentro (Barbaro)
- 1986: La Candela (Fania Records)
- 1989: Live! From Carnegie Hall (65th Anniversary Celebration) (Team Enterprises)
- 2001: Canto a la Caridad (Orfeon)
- 2003: Regalo del Alma (Sony, US: ×2Doppelplatin (Latin) )
- 2004: Dios Disfrute a la Reina (Universal Music)

### Mit Tito Puente
- 1966: Cuba Y Puerto Rico Son... (Tico Records)
- 1969: Quimbo Quimbumbia (mit Tito Puente, Tico Records)
- 1970: Alma Con Alma (The Heart & Soul of Celia Cruz & Tito Puente) (Tico Records)
- 1971: En España (Tico Records)
- 1972: Algo Especial Para Recordar (Something Special to Remember) (Tico Records)
- 1985: Homenaje a Beny More (Fania Records)
- 1985: Homenaje a Beny More Vol. II (Fania Records)
- 1985: Homenaje a Beny More Vol. III (Vaya Records)
- 1987: Celia y Tito (Kompilation, Iempsa)
- 1992: La Reina De Cuba (Kompilation, Saludos Amigos)
- 1993: Double Dynamite (Charly Latin)
- 2000: The Mambo King Meets The Queen Of Salsa (The Very Best Of Tito Puente & Celia Cruz) (Kompilation, Manteca)

### Mit Johnny Pacheco
- 1974: Celia & Johnny (Vaya Records)
- 1975: Tremendo Caché (Vaya Records)
- 1978: Eternos (Vaya Records)
- 1978: Lo Mejor de Celia y Pacheco (Vaya Records)
- 1985: De Nuevo (Vaya Records)
- 2003: The Best... (Fania Records)

### Weitere Kollaborationen
- 1965: Bombas Para Bailar (mit Rafael Cortijo, Tropical)
- 1967: En 67 (mit Sonora de Memo Salamanca & Juan Bruno Tarraza & Orchester, Tico Records)
- 1973: Los Mas Grandes de Cuba (mit Orquesta Riverside und Casino de la Playa, Ansonia)
- 1976: Recordando El Ayer (mit Johnny Pacheco, Justo Betancourt & Papo Lucca, Vaya Records)
- 1977: Only They Could Have Made This Album (mit Willie Colón, Vaya Records)
- 1978: Willie Colon & Associates (49 Minutes) (Fania Records)
- 1979: La Ceiba (mit La Sonora Ponceña, Vaya Records)
- 1980: Celia, Johnny and Pete (mit Johnny Pacheco und Pete Rodríguez, Vaya Records)
- 1983: Tremendo Trio! (mit Ray Barretto & Adalberto Santiago, Fania Records)
- 1987: The Winners (mit Willie Colón, Vaya Records)
- 1988: Ritmo en el Corazon (mit Ray Barretto, Fania Records)
- 1992: Grandes Éxitos (mit Willie Colón, Sono Pur)
- 1993: Son ... Oscar & Celia (mit Oscar D’León, RMM Records)
- 1993: Nuevo Mambo (From Cuba to New York) (mit Tito Puente und Machito, Saludos Amigos)
- 1997: Fania All Stars with Celia Cruz (Sony Music)
- 2002: Mano a Mano (mit Sonia López, Discos)
- 2003: The Best (mit Willie Colón, 775)
- 2004: Salsa Divas (mit India. Sony)
- 2013: Lo Mejor de Celia Cruz & Oscar D’Leon en Concierto (2013)
- 2019: A Night of Salsa (Celia Cruz & Friends, Universal Music)

### Kompilationen
- 1952: Selecciones Favoritas de Celia Cruz (Seeco)
- 1967: Celia Cruz con la Sonora Matancera (Seeco)
- 1967: Tropicalisima Vol. 2 (Peerless)
- 1968: Disco de Oro (Tico Mexico)
- 1971: Festejando Navidad Con Celia Cruz (Seeco)
- 1971: Los Grandes Exitos de Celia Cruz (Orfeon)
- 1974: Lo Mejor De Celia Cruz (Tico Records)
- 1977: Interpreta: El Yerbero Moderno Y La Sopa En Botella – Vol. 5 (Seeco)
- 1977: Con La Sonora Matancera (Seeco)
- 1978: A Todos Mis Amigos (Tico Records)
- 1978: The ’Brillante’ Best (Vaya Records)
- 1978: Lo Mejor de Celia Cruz con La Sonora Matancera Vol. 1 (Seeco)
- 1980: Celia Cruz y La Sonora Matancera (Orfeon)
- 1980: Lo Mejor de Celia Cruz con La Sonora Matancera Vol. 2 (Seeco)
- 1980: Yerberito Moderno (Orfeon)
- 1980: "Album De Oro" con cus 30 Grandes Exitos – Vol. I (Orfeon)
- 1981: Tesoros Musicales (Peerless)
- 1981: 15 Grandes Exitos (Cubalegre)
- 1982: 16 Grandes Exitos (Songrafica)
- 1982: Lo Mejor De Celia Vol. II (Fania Records)
- 1983: Los 14 Grandes Exitos Originales De Celia Cruz (Profono)
- 1983: 16 Éxitos De Celia Cruz con La Sonora Matancera (Peerless)
- 1983: 15 Exitos 15 (Orfeon)
- 1984: Lo Mejor de Celia Cruz con La Sonora Matancera (Seeco)
- 1985: Sus Exitos Del Millon (Orfeon)
- 1986: Super Exitos De Celia Cruz (RCA)
- 1987: Feliz Encuentro En El Carnaval De Tenerife (Los 12 Grandes Éxitos De Celia Cruz Y La Sonora Matancera) (Manzana)
- 1987: Lo Mejor De Celia (Iempsa)
- 1988: Introducing… (Caliente)
- 1988: Celia Cruz Con La Sonora Matancera Vol. 1 (Seeco)
- 1988: Celia Cruz Con La Sonora Matancera Vol. 2 (Seeco)
- 1988: Exitos Volumen IV (Seeco)
- 1989: Tesoros Musicales (20 Exitos Originales) (CBS)
- 1989: La Dicha Mia, Mis Amigos (Fania Records)
- 1989: La Reina del Ritmo (Disco Fuentes)
- 1990: Lo Mejor De Celia Cruz Con La Sonora Matancera Vol. 1 (Bomba Records)
- 1991: La Reina De La Salsa (Sus 20 Grandes Exitos) (Manzana)
- 1991: The Best (Globo Records)
- 1992: 16 Éxitos de Oro (Discos Fuentes)
- 1992: Con La Sonora Matancera (West Wind Latina)
- 1992: El Merengue (Saludos Amigos)
- 1992: Mambo del Amor (Saludos Amigos)
- 1992: Fiesta de Navidad (Bomba Records)
- 1993: Celia Cruz (Music Box International)
- 1993: Musica Santera Con Celia Cruz (Disco Fuentes)
- 1994: The Best Vol. 2 (Sony)
- 1994: Vamos a Guarachar (Salsa Y Merengue) (Saludos Amigos)
- 1994: Las Guarachas de la Guarachera (Polydor)
- 1994: Nostalgia Tropical (Orfeon)
- 1995: En Vivo Radio Progreso (1953–1954) Vol. 1 (Barbaro)
- 1995: En Vivo Radio Progreso (1955) Vol. 2 (Barbaro)
- 1995: En Vivo Radio Progreso (1956) Vol. 3 (Barbaro)
- 1995: En Vivo Radio Progreso Y C.M.Q. (Década Del 50') Vol. 4 (Barbaro)
- 1995: En Vivo C.M.Q. (1951–1952) Vol. 5 (Barbaro)
- 1995: Queen Of Cuban Rhythm (The Legendary Seeco Recordings 1959–1965) (Music Club)
- 1995: Ritmo y Calor de Cuba con Celia Cruz (Blue Moon)
- 1995: Madre Rumba (Cameo)
- 1995: Epoca de Oro (Polydor)
- 1996: La Salsa – Sabor Latino (Mandarim)
- 1996: Grandes Leyendas de la Musica (Bancoquia)
- 1996: Salsa Superstar (Charly Records)
- 1997: Celia’s Duets (RMM Records)
- 1997: Boleros (Sony Music)
- 1997: Queen of Salsa (Seeco)
- 1997: 100% Azucar! The Best of Celia Cruz con la Sonora Matancera (Rhino Records)
- 1997: Azucar! (Charly Latin)
- 1998: Best of Celia Cruz (Déclic Communication)
- 1998: Afro-Cubana (ExWorks Records)
- 1998: Las Muchas Celias (Cubanacan)
- 1998: Ídolos De La Música Tropical (Orfeon)
- 1999: Salsa (Proper Records)
- 1999: Cuban Queen (Recall)
- 1999: Pa La Paloma (Castle Pie)
- 1999: Best of Celia Cruz (Charly Records)
- 1999: Best Of Celia Cruz Vol. 2 (Déclic Communication)
- 2000: The Great Celia Cruz (REDX Entertainment)
- 2000: On Fire – The Essential Celia Cruz (Manteca)
- 2001: Carnaval de Exitos (Universal)
- 2001: 50 Aniversario (Universal)
- 2001: Celia (Fania Records)
- 2001: Cuba Bella (Golden Stars)
- 2001: Coktail Hour (Allegro)
- 2002: Hits Mix (Columbia Records, US: ×2Doppelplatin (Latin) )
- 2002: Latin Diva (Charly Records)
- 2002: Serie 32 (Universal)
- 2002: 21 Grandes Éxitos (Music Brokers)
- 2002: Edición Limitada (Universal)
- 2003: Éxitos Eternos (Universal)
- 2003: Aniversario (Sony Music)
- 2003: Con Sabor a Cuba (Orfeon)
- 2003: Feliz Navidad: Christmas in Cuba (Noël)
- 2003: A Su Memoria (Universal)
- 2003: Boleros Eternos (EMI Lati
- 2003: Éxitos Eternos II (Universal)
- 2004: El Merengue (Pazzazz)
- 2004: A Proper Introduction to Celia Cruz – Havana Days (Proper)
- 2004: ¡La Guarachera de Oriente! Vol. 3 (Orfeon)
- 2004: Mango Mangue (Pazzazz)
- 2004: Resumen Musical (Sony)
- 2005: The Celia Cruz Songbook – In Commemoration Of Her 80th Anniversary 1924–2003 (Music Brokers)
- 2006: .....Rumberos De Ayer..... (Nocturne)
- 2007: Cao Cao Mani Picao (Weton-Westgram)
- 2008: Mucho Love (Fania Records)
- 2008: Cinco Estrellas de Oro (Universal Music)
- 2009: La Reina Y Sus Amigos (Sony Music)
- 2010: Historia de la Salsa (Fania Records)
- 2010: Mis Favoritas (Sony Music)
- 2010: Boleros (Seeco)
- 2010: Greatest Hits (Fania Records)
- 2011: Selecciones Fania (Universal Music)
- 2012: Anthology (Fania Records)
- 2013: The Absolute Collection (Sony Music)
- 2013: 80 Aniversario Peerless Celia Cruz Y La Sonora Matancera Vol. 1 (Peerless)
- 2013: Celia Cruz & La Sonora Matancera Vol. 2 (Warner Music)
- 2016: Para La Eternidad /Universal Music)

### Videoalben
- 1999: A Night of Salsa (PBS Home Video)
- 2001: In Africa (Celia Cruz and The Fania Allstars, Pioneer Artists)
- 2003: ¡Azucar! (Image Entertainment)
- 2003: La Eterna Voz De Celia Cruz (Televisa)
- 2014: Inolvidable (Via Sonido)

### Singles
Mit La Sonora Matancera
- 1950: Cao Cao Maní Picao / Mata Siguaraya
- 1951: Tatalibaba / Lacho
- 1951: El Guajirito Contento / Baila Yemayá
- 1951: Ritmo, Tambó Y Flores / Elegua Quiere Tambó
- 1951: Las Frutas Y Mi Son Cubano / El Disgusto De La Rumba
- 1951: Mambo Del Amor / Rumba Para Parejas
- 1952: Choucoune / Guede Zaina
- 1952: Agua Pa’ Mi / Reina Rumba
- 1952: Zahara / La Batahola
- 1953: Nuevo Ritmo Omelenko / Burundanga
- 1953: Matiagua / A Todos Mis Amigos
- 1953: Pepe Antonio / No Sé Lo Que Le Pasa
- 1954: Plegaria A Laroyé / Juancito Trucupey
- 1954: El Barracón / Silencio
- 1954: Oyá Diosa Y Fe / Pa’ la Paloma
- 1955: Mi Soncito / Contestación De "El Marinero"
- 1955: Muñecas Del Cha-Cha-Cha / El Merengue
- 1955: Yerbero Moderno / Mi Soncito
- 1955: Celia Cruz (EP)
- 1956: Gozando / Contentosa
- 1956: Palo Mayimbe / Vallan Vallende
- 1956: Luna Sobre Matanzas / Tuya Y Más Que Tuya
- 1956: Rock and Roll / Mi Amor, Buenas Noches
- 1956: Me Voy A Pinar Del Río / El Lleva Y Trae
- 1956: Cha Cha Güere / Vamos A Guarachar
- 1956: No Encuentro Palabras / La Merenguita
- 1957: La Sopa En Botella / Ipso Calipso
- 1957: Mi Chaparra / Mi Son Den Boso
- 1958: La Isla Del Encanto / Ven Bernabé
- 1958: Aguinaldo Antillano / Jingle Bells
- 1958: Mi Tumba Se Rompió / Que Bella Es Cuba
- 1958: Palmeras Tropicales / Tumba
- 1958: Camadde
- 1958: Los Ritmos Cambian / Que Voy a Hacer
- 1958: Rareza del Siglo / La Cumbanchera de Belen
- 1958: Por Que Sera / El Congo
- 1958: Poco a Poco / Baho Kendé
- 1958: Palmeras Tropicales / Que Voy A Hacer / Madre Rumba / la Cumbanchera de Belen (EP)
- 1958: Feliz Navidad / El Cha Cha Cha de la Navidad
- 1958: Mi Coquito / África
- 1958: Chango Ta’ Veni / Bajo La Luna
- 1958: Madre Rumba / Dile Que Por Mi No Tema
- 1958: Crocante Habanero / Mulense
- 1959: De Noche / Rumba Quiero Gozar
- 1959: La Negrita Sandunguera (EP)
- 1959: Sueños De Luna / Dime la Verdad
- 1960: Tumba La Caña Jibarito / Nadie Me Lo Quita
- 1960: Caramelos / Ya Te Lo Dije
- 1961: Fiesta de Navidad / Rey de los Cielos
- 1961: Taco Taco / Yo Te Invito A Mi Pais
- 1961: Poco a Poco
- 1962: Facundo / El Que Siembra Su Maíz
- 1962: Yemaya
- 1963: Mi Bomba Sono / Virgen de la Macarena
- 1963: Facundo (EP)
- 1964: Merengue Arrimao / Milonga de España
- 1964: Canta (EP)
- 1965: Gozando / No Encuentro Palabras / La Merenguita / Contentosa (EP)
- 1965: El Pai Y La Mai / Pepe Antonio
- 1967: ... A Ti México (EP)
- 1967: Por Que Sera (EP)
- 1967: Tu Voz / Burundanga
- 1972: Ya Llego El Carnaval / Reina Rumba
- 1972: La Guagua
- 1972: Dile Que Por Mi No Tema / Bajo La Luna
- 1973: Africa (EP)
- 1973: Pan de Piquito (mit Bienvenido Granda)
- 1975: Al Son Del Pilon
- 1982: Feliz Encuentro
- 1983: El Becerrito / Lamento de Amor
- 1984: Tierra Prometida / Feliz Encuentro
- 1984: Goza Negra (mit Carlos Argentino)
- 1984: Nadie Se Salva de la Rumba / Caminando (mit Ray Barretto & Adalbert Santiago)
- 1985: Herencia Africana / Tierra Prometida
- 2000: Live on Radio Progresso (EP)

Weitere Singles
- 1947: Ocanasordi / Para Que Sufran Los Pollos (mit La Gloria Matancera)
- 1956: Canta Celia Cruz Volumen N.º 1 (EP)
- 1958: De Cuba A Mexico / Magica Luna / Yerbero Moderno / Tu Voz (EP)
- 1964: Hava Nageela / El Eco Y El Carretero (mit René Hernández)
- 1965: Egoismo / Lindo Puerto Rico
- 1965: Cuando Tu Me Querías / Rumbanacoa
- 1966: La Guarachera / No Hay Amigos (mit Tito Puente)
- 1966: Guantanamera / Bravo
- 1966: Salve Pa’ Ti (Merengue) (mit Tito Puente)
- 1966: La Rueda / La Plena – Bomba Me Llama (mit Tito Puente)
- 1966: La Plena Bomba Me Llama – Me Acuerdo De Ti (mit Tito Puente)
- 1966: Salve Pa’ Tí / Cumbiando (mit Tito Puente)
- 1966: Mi Diario Musical EP
- 1966: Cuba.... Me Acuerdo De Ti (EP, mit Tito Puente)
- 1967: Guantanamera (EP)
- 1967: Celia Cruz 67 (EP, mit Sonoro Memo Salamanca)
- 1967: Dile que por mi no tema / Palmeras Tropicales
- 1967: Juntos (EP, mit Sonoro Memo Salamanca)
- 1967: La Campeona (EP)
- 1967: Anoranza Maternal / Afecto Y Cariño (mit Sonoro Memo Salamanca)
- 1967: Más Celia Cruz (EP)
- 1968: Sin Dios No Hubiera Nada / Esperare
- 1968: Ole / Ven Mi Guajira
- 1968: Guantanamera (EP)
- 1968: El Cacahuatero / Voy A Yucatan
- 1968: Sin Dios No Hubiera Nada (EP, mit Sonoro Memo Salamanca)
- 1968: Pulpa de Tamarindo
- 1968: Matias Perez Boogaloo / Cuando Estoy Contigo (mit Sonoro Memo Salamanca)
- 1969: A La Deriva / Agüita Y Cafe
- 1969: Yo Soy La Voz / Genesis
- 1969: En El Batey / Aquarius (Let The Sun Shine In) (mit Tito Puente)
- 1969: Mata Siguaraya / El Congo
- 1970: Falluco / Sugar Sugar (mit Tito Puente)
- 1970: La Guarachera – Desencanto (mit Tito Puente)
- 1970: CUYI (mit Tito Puente)
- 1971: Sabor Gitano / Guajira A España (mit Tito Puente)
- 1971: Trabalan / Salsa de Tomate
- 1971: El Coquero / Ay, Ay, Ay
- 1971: La Bikina
- 1972: Tatalibaba / Dile Que Por Mi No Tema (mit Tito Puente)
- 1972: Melao De Caña / Agua Pa’ Mi
- 1973: Cuidate Bien / Tamborilero
- 1973: La Guagua / Mi So Den Boso
- 1973: Mi Soncito / Mi Bomba Sono
- 1974: Quimbara / Ño Mercedes (mit Johnny Pacheco)
- 1974: Toro Mata (mit Johnny Pacheco)
- 1974: Quimbara / Gracia Divina
- 1974: Bemba Colorá / Echate Pa’ Lla (mit Fania All Stars und Justo Betancourt)
- 1974: Gracia Divina / Soy Sensacional (mit Orchestra Harlow)
- 1974: Vieja Luna / Lo Tuyo Es Mental (mit Johnny Pacheco)
- 1974: El Pasa Del Mulo / Tengo El Idde (mit Johnny Pacheco)
- 1974: El Tumbao Y Celia / Canto A La Habana (mit Johnny Pacheco)
- 1975: La Sopa En Botella / No Aguanto Mas
- 1975: Cucala / Con La Punta Del Pie
- 1975: La Bemba Colora / Tres Dias de Carnaval
- 1975: La Merenguita / Ritmo, Tambo Y Flores
- 1975: Cucala / De La Verdegue (mit Johnny Pacheco)
- 1976: Besito De Coco (mit Johnny Pacheco, Justo Betancourt und Papo Lucca)
- 1976: Bravo / Eres Todo Para Mi (mit Willie Rosario)
- 1977: Usted Abuso (mit Willie Colón)
- 1977: Reina Rumba / Cuando Tu Me Querias (mit Johnny Pacheco, Justo Betancourt und Papo Lucca)
- 1978: Danza del Cocoye (mit Johnny Pacheco)
- 1978: Oye Mi Consejo / Son Con Guaguanco (mit The Alegre All Stars)
- 1978: Zambullete / Todos Somos Iguales (mit Willie Colón)
- 1978: Flor de Mayo / Cucala (mit Johnny Pacheco)
- 1979: El Bajio (mit Johnny Pacheco)
- 1979: La Ceiba y La Siguaraya (mit Sonora Ponceña)
- 1979: Disco de Exitos Unifot (mit Willie Colón und Héctor Lavoe)
- 1979: Fina Estampa (mit Sonora Ponceña)
- 1979: A La Buena Si / Y Volvere (mit Sonora Ponceña)
- 1979: Isadora
- 1979: Guede Zaina / El Merengue
- 1979: Soy Antillana (mit Sonora Ponceña)
- 1979: A Papa (mit Willie Colón)
- 1980: La Dicha Mia (mit Johnny Pacheco und Pete Rodriguez)
- 1980: Asi Cantaba Papa / Un Rosa Roja (mit Johnny Pacheco und Pete Rodriguez)
- 1981: Dos Jueyes / Ya Lo Puedes Decir (mit Willie Colón)
- 1981: Apaga La Luz (mit Willie Colón)
- 1981: Mi Caso (mit Willie Colón)
- 1982: La Sopa En Botella / Toro Mata
- 1984: Nadie Se Salva de la Rumba / Caminando (mit Ray Barretto & Adalbert Santiago)
- 1985: Las Divorciadas (mit Johnny Pacheco)
- 1985: Pachito Eche (mit Tito Puente)
- 1986: La Candela (mit Angela Carrasco)
- 1987: Loco De Amor = Crazy for Love (mit David Byrne)
- 1988: Bamboleo
- 1991: Mi Tierra (mit Martika)
- 1991: Yerbero Moderno
- 1993: Sazon
- 1993: Cruz de Navajas
- 1993: Te Busco
- 1993: Que Suenen Las Palmas
- 1993: Azucar Negra
- 1994: El Tostadero (mit Azuquita)
- 1997: Bemba Colora
- 1997: Soy Loco Por Ti América (mit Caetano Veloso)
- 1997: Obladi Oblada
- 1997: Quimbara (mit Yuri)
- 1997: Vasos Vacíos (mit Los Fabulosos Cadillacs)
- 1997: De La Habana Hasta Aquí (mit Emilio Aragón)
- 1998: Me Estan Hablando del Cielo
- 1998: A Lo Loco Con P.Tinto (mit Jarabe de Palo)
- 1998: Canto a Lola Flores
- 1998: El No Te Quiere Na’
- 1998: Cal y Arena
- 1999: Mi Vida Es Cantar
- 2000: Celia’s Oye Cómo Va
- 2000: Tres Gotas de Agua Bendita (mit Gloria Estefan)
- 2000: Yo Viviré (I Will Survive)
- 2000: La Pachanga
- 2000: La Vida Es un Carnaval
- 2001: Contrapunto Musical
- 2001: La Dicha Mia (& Friends)
- 2001: La Sopa
- 2001: Dos Días En La Vida
- 2002: Hay Que Empezar Otra Vez
- 2002: La Negra Tiene Tumbao
- 2002: La Cuba Mia (mit Miliki & Willy Chirino)
- 2002: Pa’ Arriba No VaÄÄ
- 2003: Ella Tiene Fuego
- 2003: Rie Y Llora (The Remixes) (EP)
- 2003: Celia Cruz In The House (The Ultimate Classic Hits Remix Collection)
- 2003: El Año Viejo
- 2003: El Camino a San José = Do You Know the Way to San José (mit Dionne Warwick)
- 2004: Son De La Loma (De La Loma Bajan)
- 2004: Cuando Volverá

### Exklusive Gast- und Samplerbeiträge
- 1957: Chango und Babalu Aye auf Santero (Afro-Cuban Cult Music) (Panart)
- 1957: Vallan Vallende und Palo Mayimbe auf Una Noche En Quisqueya (One Night In The Dominican Republic) (Seeco)
- 1972: Amarra La Yegua auf Recordando a Arsenio (Tico Records)
- 1973: Me Voy A Pinar Del Rio und Bajo La Luna für Billo's Caracas Boys y La Sonora Matancera auf Billo Contra Sonora Vol. III (Billo)
- 1977: Muñecas Del Cha Cha auf En Colombia – Varios Interpretes (Seeco)
- 1989: Diverse für Fania All Stars auf Bamboleo (Musart)
- 1990: Burundanga für Lola Flores auf Homeaje (Epic)
- 1991: Diverse auf Fires Within (Original Motion Picture Soundtrack) (Caché Records & Tapes)
- 1991: Diverse auf The Mambo Kings (Selections from the Original Motion Picture Soundtrack) (Elektra)
- 1993: Isadora für Tite Curet Alonso auf Presenta a Sus Personajes (FM)
- 1994: El Tostadero (Salsenco Version) für Azuquita auf Para Bailar (Edición Especial) (Polydor)
- 1994: Celia y Tito für Tito Puente auf The Mambo King: 100th LP (RMM Records)
- 1994: Químbara  für Fania Allstars auf Los Soneros De Siempre (Fania)
- 1995: La Jaibera und Tu Voz auf  Guantanamera – Original Motion Picture Soundtrack (Epic)
- 1995: Azucar negra auf The 20th Anniversary of The New York Salsa Festival 1975–1995 (RMM Records)
- 1996: Come Together (Vamos Juntos) und Obladi, Oblada auf  Tropical Tribute to the Beatles (RMM Records)
- 1988: Bemba Colora (Club Mix) auf Latinos in da House 2 (Max Music & Entertainment)
- 1999: Quimbara auf The 24 Hour Woman – Music From The Shooting Gallery Motion Picture (WEA Latina)
- 2000: La Vida Es un Carnaval auf Amores Perros (Música Original de la Película) (Polydor)
- 2001: Guantanamera für Pavorotti & Friends auf Pavarotti & Friends for Afghanistan (Sorrisi e Canzoni TV)
- 2001: Feliz Navidad auf A Latin American Christmas Party (Falcon neue Medien)
- 2001: Popurri: La Mucura / El Cantaro für Rodrigo auf Todos Juntos con Rodrigo (Columbia)
- 2002: Diverse auf La Cuba Mía (Original Soundtrack from the Film La Cuba Mía)
- 2005: Sugar Daddy für Yerba Buena! auf Island Life (Razor & Tie)
- 2006: Do You Know the Way To San Jose für Dionne Warwick auf My Friends and Me (Concord Records)
- 2006: Diverse auf Homenaje a Beny More (Fania Records)
- 2010: Las Muchachas Del Cha Cha Chá (mit Cony Lüer) und La Vida Es Un Carnaval (Remix) auf Ritmo Havana (Havana Club)
- 2017: Diverse für La Sonora Matancera auf Cantantes de la Matancera (Calle Mayor)
- 2018: La Vida Es un Carnaval für Luc Steeno auf De Zomer Van Je Leven (Vlaamse Sterren)
- 2018: Quimbara für Arturo Sandoval auf Ultimate Duets (Universal Music Groups)

## Auszeichnungen für Musikverkäufe
| Goldene Schallplatte - Italien - 2024: für die Single La Vida Es un Carnaval | Platin-Schallplatte - Spanien - 2024: für die Single La Vida Es un Carnaval |

Anmerkung: Auszeichnungen in Ländern aus den Charttabellen bzw. Chartboxen sind in ebendiesen zu finden.
| Land/RegionAuszeichnungen für Musikverkäufe (Land/Region, Auszeichnungen, Verkäufe, Quellen) | Gold  | Platin     | Verkäufe | Quellen             |
| -------------------------------------------------------------------------------------------- | ----- | ---------- | -------- | ------------------- |
| Italien (FIMI)                                                                               | Gold1 | —          | 50.000   | fimi.it             |
| Spanien (Promusicae)                                                                         | —     | Platin1    | 60.000   | elportaldemusica.es |
| Vereinigte Staaten (RIAA)                                                                    | —     | 5× Platin5 | 300.000  | riaa.com            |
| Insgesamt                                                                                    | Gold1 | 6× Platin6 |          |                     |

## Film und Fernsehen

### Filme
- Rincón criollo (1950)
- Una gallega en la Habana (1955)
- De espaldas (1955)
- ¡Olé, Cuba! (1956)
- Affair in Havana (1957)
- Amorcito corazón (1961)
- The Mambo Kings (1992)
- The Perez Family (1995)
- Salsa (1988)

### Telenovelas
- Valentina (1993)
- El alma no tiene color (1997)